# Anglo-zulukriget
Anglo-zulukriget var ett krig under 1879 mellan det brittiska imperiet och Zuluriket. Kriget inleddes av britterna för att kväsa hotet mot kronkolonin i Natal. Ett av de mest kända slagen stod vid Rorke's Drift den 22-23 januari. Kriget slutade med brittisk seger och Zulurikets underkastelse och sedermera upphörande 1897.

## Historik

### Bakgrund
Bakgrunden till konflikten bestod i att de engelska kolonisterna som etablerat sig i Natal-provinsen i nuvarande Sydafrika hindrades att utvidga sitt område ytterligare av Zuluriket och dess stora armé. Britterna som var angelägna att få en konflikt till stånd och därmed kunna utvidga sina besittningar i Sydafrika använde några intermezzon vid gränsen som en förevändning att ställa ett ultimatum till Zuluriket och dess kung Cetshwayo. I ultimatumet krävde britterna bland annat att Zuluriket skulle betala ett stort skadestånd till Storbritannien med flera hundra nötkreatur, att några av zuluhövdingarna som var ansvariga för gränsintermezzona skulle lämnas ut till de brittiska myndigheterna, att brittiska och utländska missionärer fritt skulle få verka i Zuluriket men också att den stora zuluarmén skulle upplösas och zuluernas militära system upphöra. Utöver detta krävdes ett antal åtgärder som skulle innebära att britterna skulle få ett stort inflytande över Zulurikets framtida styre. 
I Zuluriket var armén landets stolthet och varje vuxen man var tvingad att tjänstgöra till dess att han fyllde 40 år. En krigare fick inte gifta sig förrän han tjänstgjort tiden ut eller hade dödat en fiende. Zuluarmén som bestod av cirka 40 000 krigare var fruktad av alla landets grannländer och var en aggressiv, rörlig och vältränad krigsmakt och ett undanröjande av det hotet skulle göra det lättare för britterna att tränga fram norrut, upp i Afrika.
Det brittiska ultimatumet var helt omöjligt att acceptera för Zuluriket och avböjdes varpå britterna förklarade krig.

### Invasion
Den brittiske generallöjtnanten Frederic Thesiger, även kallad lord Chelmsford, gavs befälet över de brittiska styrkor som fanns tillgängliga i Sydafrika. Vid flodövergången Rorke's Drift gick huvudarmén över gränsfloden i januari 1879 och in i Zuluriket. Den brittiska armén bestod av cirka 1 600 modernt utrustade och beväpnade europeiska soldater samt 2 500 afrikanska hjälpsoldater med enklare beväpning och utrustning under brittiskt befäl. Vid berget Isandlwana slog styrkan läger och delades upp. Chelmsford och en stor styrka gav sig iväg på några dagars spaning medan cirka 1 000 brittiska soldater och ytterligare afrikanska hjälpsoldater lämnades kvar i lägret. 

### Slaget vid Isandlwana
De brittiska trupperna drog inte lärdom av bland annat boernas tidigare erfarenheter av strider mot zuluerna och underskattade sin motståndare vilket gjorde att de inte befäste sitt läger. Bristande spaning gjorde dessutom att de alltför sent märkte att en stor zuluarmé på 20 000 krigare närmade sig. När zuluerna kom 22 januari var det för sent att reagera och den brittiska styrkan överrumplades och dödades nästan till siste man. Några få chockade överlevande lyckades fly och ta sig tillbaka över gränsfloden och därigenom spreds nyheten om det enorma nederlaget – det största en brittisk armé lidit sedan första anglo-afghanska kriget. Med telegrafens hjälp spreds budskapet över världen.

### Rorke's Drift
Vid övergången till gränsfloden låg en övergiven missionsstation där britterna hade en stor depå av förråd för den invaderande armén samt ett fältsjukhus. Platsen vaktades av 130 soldater ur 24. infanteriregementet samt några hundra infödda hjälpsoldater. Snart började överlevande från Isandlwana passera och nyheten om katastrofen nådde garnisonen vid Rorke's Drift och de överlevande berättade också att ca 4 000–5 000 zulukrigare var på väg mot dem. De brittiska soldaterna under befäl av löjtnant John Chard började genast bygga barrikader på platsen med hjälp av mjölsäckar och kartonger med kex och andra förråd. 
Ungefär kl. 16.00 kom zuluerna till platsen och vid åsynen av dem flydde genast britternas infödda hjälpkrigare. Zuluerna anföll omedelbart men slogs tillbaka. På detta sätt fortsatte striden genom hela natten med våg efter våg av zulukrigare fram till morgonen kl. 7 då zuluerna drog sig tillbaka sedan de fått veta att lord Chelmsford och den resterande huvudstyrkan närmade sig. Ungefär 500 zuluer låg kvar på slagfältet plus att åtskilliga andra sårats. Av försvararna var 17 man döda, åtta svårt sårade och därutöver hade så gott som varje man mindre skador. För insatserna vid striden delades 11 victoriakors ut – Storbritannien främsta militära utmärkelse.

### Ny invasion
Britterna drog sig tillbaka in i Natal och byggde på nytt upp sin styrka till vilken trupper från hela imperiet anlände. I slutet av mars gick britterna på nytt in i zululand, nu med bortåt 3 500 europeiska soldater och lika många infödda hjälpsoldater. I ett antal strider där zuluerna förlorade 1 000-tals krigare och britterna bara några tiotal drevs zuluerna sakta bakåt, allt medan britterna trängde längre och längre fram mot zuluernas huvudstad Ulundi. Av stridernas utgång stod det nu helt klart att zuluerna skulle komma att besegras och zulukungen Cetshwayo kaMpande sände upprepade gånger sändebud till britterna med fredsgåvor samt begäran om förhandlingar men detta avvisades varje gång. 

### Slutet
I början av juli stod britterna slutligen utanför huvudstaden Ulundi och zuluerna förberedde sig för ett sista anfall – Slaget vid Ulundi. Zuluerna hade samlat hela sin armé, närmare 40 000 man och anföll britterna, cirka 5 000 man, som formerat sig till en stor fyrkant med kavalleri i mitten, infanteri längs sidorna och med kanoner och gatlingkulsprutor i hörnen. Zuluernas anfall mejades ner totalt av den helt överlägsna brittiska eldkraften och när zuluerna till slut avbröt anfallet och började fly sändes det brittiska kavalleriet ut för att förfölja. I slaget förlorade britterna 10 soldater medan zuluerna förlorade över 1 000 krigare. Ytterligare lika många höggs ihjäl av det brittiska kavalleriet under förföljandet. I slutet av augusti tillfångatogs Cetshwayo som flytt från sin huvudstad.

## I populärkulturen
Den populära irländska rebellsången Come Out, Ye Black and Tans häcklar Black and Tans och den brittiska armén för dess nedmejande av den tekniskt mycket underlägsna zuluarmén med textraderna:
| ” | Come, tell us how you slew Them ol' Arabs two by two; Like the Zulus, they had spears and bows and arrows; How you bravely faced each one, With your sixteen pounder gun, And you frightened them poor natives to their marrow. | „ |

## Källhänvisningar
1. ↑  F.E. Colenso, History of the Zulu War and Its Origin, London, 1880, s.263-264 säger 6 669 imperie- och kolonialtrupper och 9 035 inhemska trupper
2. ↑  Morris,Donald R.; Buthelezi,Mangosuthu The Washing of the Spears, Da Capo Press, 1998, s.498. F.E. Colenso, History of the Zulu War and Its Origin, London, 1880, s.396, säger att den brittiska styrkan i april uppgick till 22 545.
3. ↑  F.E. Colenso, History of the Zulu War and Its Origin, London, 1880, s.318, uppger att den totala styrkan för Zuluarmén var 35 000, varav 4 000 fanns kvar med Cetshwayo och resten marscherade i två kolonner.
4. ↑  Ungefär:Kom, berätta hur Ni slaktade Dom gamla araberna två och två;
Precis som zulufolket hade dom spjut och pil och båge;
Hur Ni djärvt mötte envar, Med Era kulsprutor
Och ni skrämde de stackars infödingarna in i märgen
5. ↑  http://open.spotify.com/track/6Pa7VCJscBGbYzZCmT8iu0